# Direction générale
La direction générale est un terme caractérisant l'organisation générale de la direction d'une structure entrepreneuriale ou administrative.

## En entreprise
La direction générale est la mission confiée à celui qui est investi en tant que directeur général, souvent appelé alors président directeur général (PDG). C'est la forme traditionnelle de présidence du conseil d'administration des sociétés anonymes.
Une variante existe depuis 1966 en France (et avant déjà en Allemagne, mais depuis dans d'autres pays) pour diriger le conseil d'administration des plus grosses entreprises (notamment les sociétés cotées en bourse), le directoire, composé d'au plus 5 membres (jusqu'à 7 pour les sociétés cotées) qui prennent les décisions de gouvernance de façon collégiale, avec à leur tête le directeur général pour représenter le directoire et diriger les missions exécutives. Le directoire est accompagné par un conseil de surveillance (élu par les actionnaires), qui nomme les membres du directoire et son président, et qui exerce les missions permanentes de contrôle de la gestion par le directoire, les deux organes formant conjointement le conseil d'administration de la société. De telles sociétés sont alors appelées « société anonyme à directoire et conseil de surveillance ».

## Dans l'administration française
En France, les directions générales sont les subdivisions des ministères. Elles sont responsables de l'administration centrale dans leur domaine de compétence.

## Dans l'administration communautaire européenne
En droit communautaire, des directoires généraux (en anglais General-Directorates), appelés aussi improprement mais officiellement en français directions générales alors que la direction est collégiale et non exercée par son seul directeur général, sont les organes exécutifs de direction responsables d'un domaine des politiques publiques ayant fait l'objet d'une délégation de compétence à l'Union européenne :
- A la Commission européenne, les directions générales de la Commission dirigent les personnels et agents assimilés de la fonction publique européenne et sont chacune présidées par un directeur général, qui soumet ses rapports au Commissaire européen en charge (politiquement responsable) du domaine politique correspondant.
- Au Parlement européen, les directions générales du Parlement gèrent les départements du secrétariat du Parlement à Luxembourg.
- Au Conseil de l'Union européenne, les directions générales du Conseil gèrent les départements du secrétariat général du Conseil de l'Union européenne.
- A l'Office européen des brevets, organe exécutif de l'Organisation européenne des brevets, diverses directions générales de l'Organisation européenne des brevets (en) gèrent les départements de l'Office.